# Chrīstos Melissīs
Chrīstos Melissīs (in greco: Χρήστος Μελίσσης; Edessa, 1º dicembre 1982) è un ex calciatore greco, di ruolo difensore.

## Carriera

### Club
Comincia la sua carriera nel Naoussa, nel 2000. La stagione successiva si trasferisce al Panserraïkos, dove rimane fino a gennaio 2006, quando si trasferisce al PAOK. Il 28 luglio 2008 si trasferisce al Panathīnaïkos, che il 31 agosto 2009 lo presta al Larissa per un anno.

### Nazionale
Nel 2008 ha giocato due partite con la nazionale greca.